# Amazon Prime Video
Amazon Prime Video是亚马逊公司开发、持有并运营的互联网服务，它提供包括亚马逊工作室原创内容在内的电视节目和影音的租借、购买及在线观看。亞馬遜Prime Video的订阅包含于Amazon Prime会员订阅服务中，但在英国、美国、德国和澳大利亚，Prime Video服务可单独订阅而不需要订阅完整的Prime会员；对于法国、意大利等国家，租借、购买以及观看Prime Video内容需要在另一个不同的网站而无法在亚马逊网站进行；在部分国家的Prime Video还额外提供亚马逊频道，其允许用户订阅其他提供者的影音内容，包括美国的HBO。

## 外部連結
- amazon.com/video （页面存档备份，存于）
- Prime Video （页面存档备份，存于）